# 北约五国

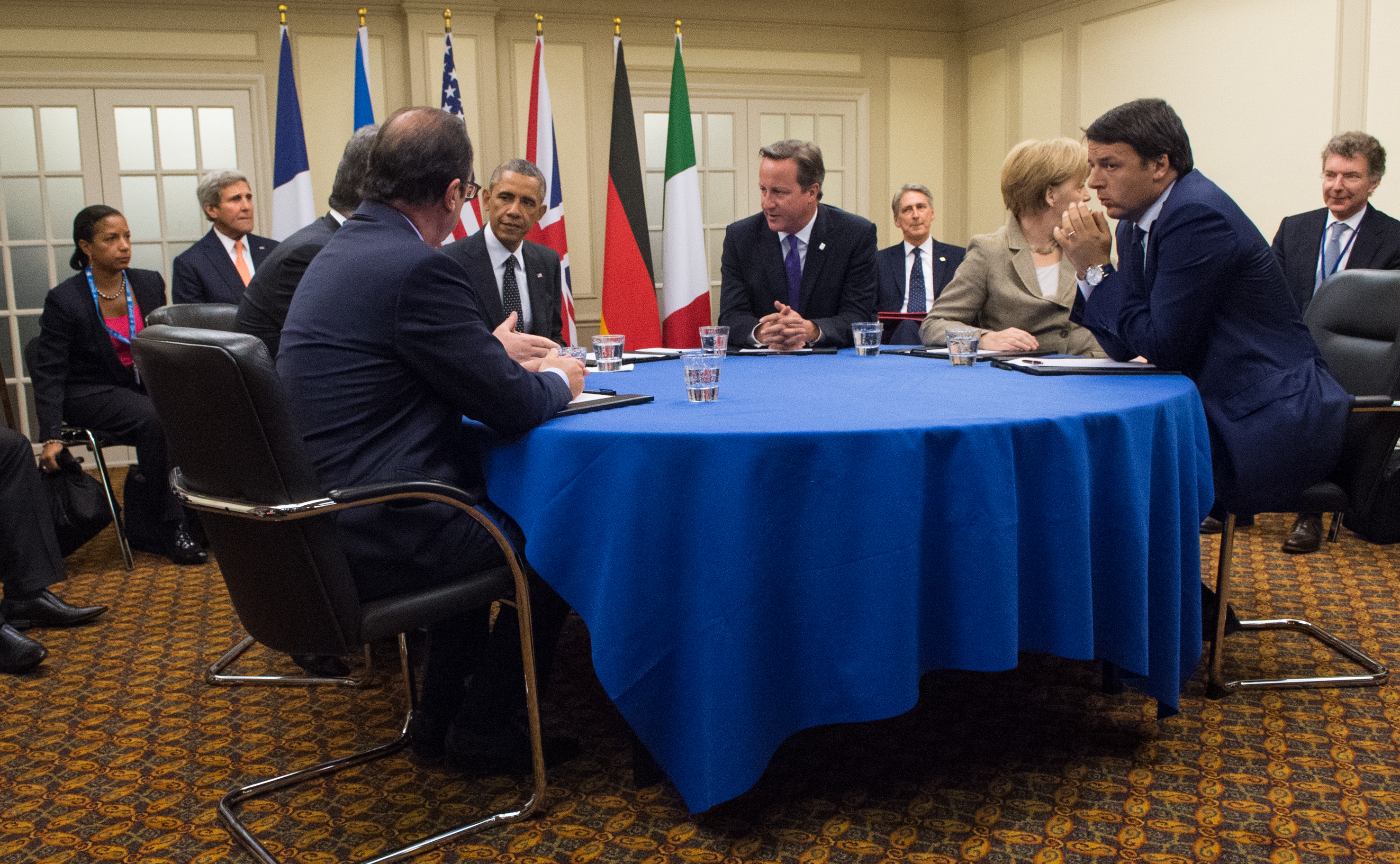
美国总统贝拉克·奥巴马与欧洲四国领导人弗朗索瓦·奥朗德（法国）、戴维·卡梅伦（英国）、安格拉·默克爾（德国）、马泰奥·伦齐（意大利）在2014年威尔士峰会上

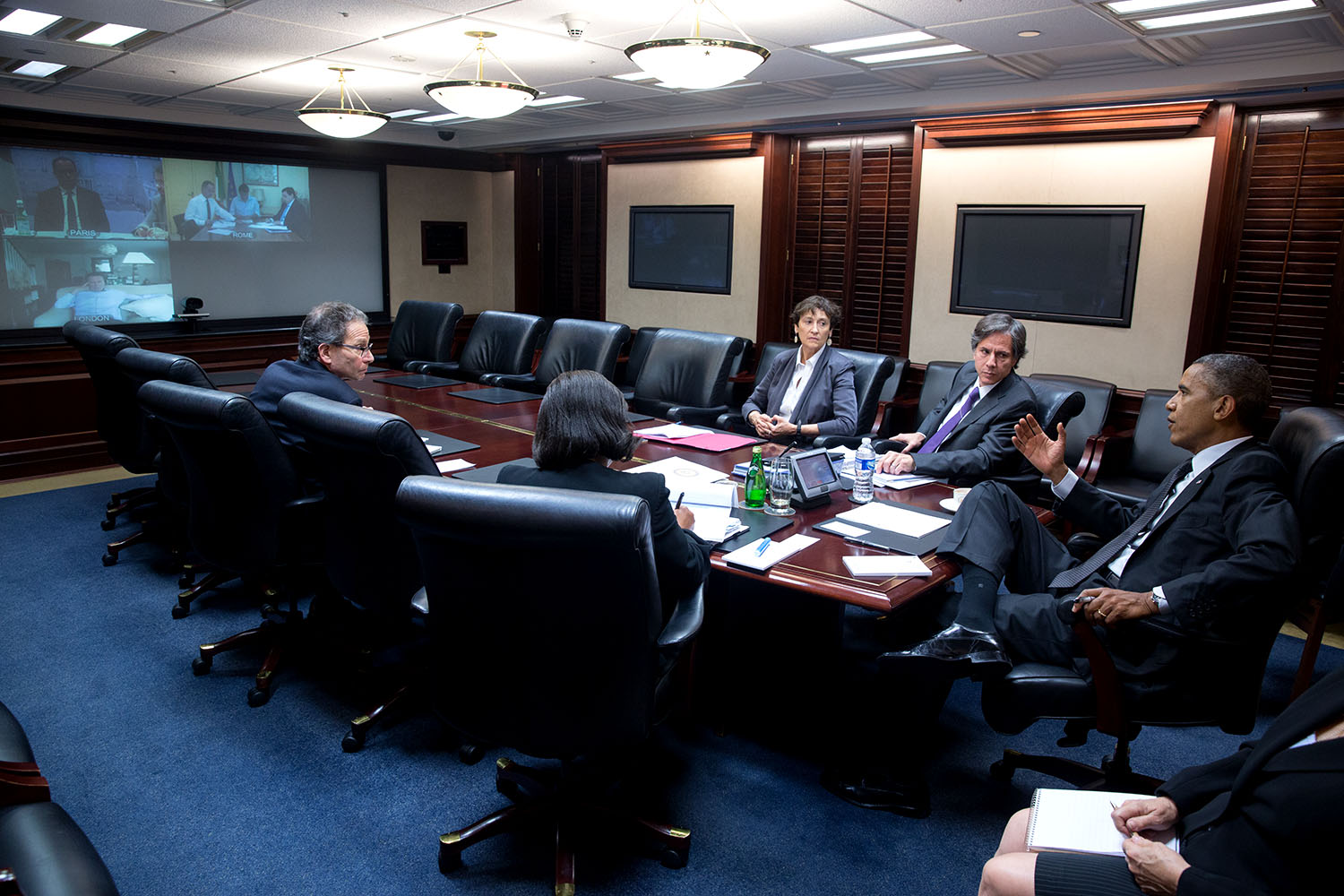
贝拉克·奥巴马、安格拉·默克爾、马泰奥·伦齐、戴维·卡梅伦、弗朗索瓦·奥朗德参加一场视频对话会议

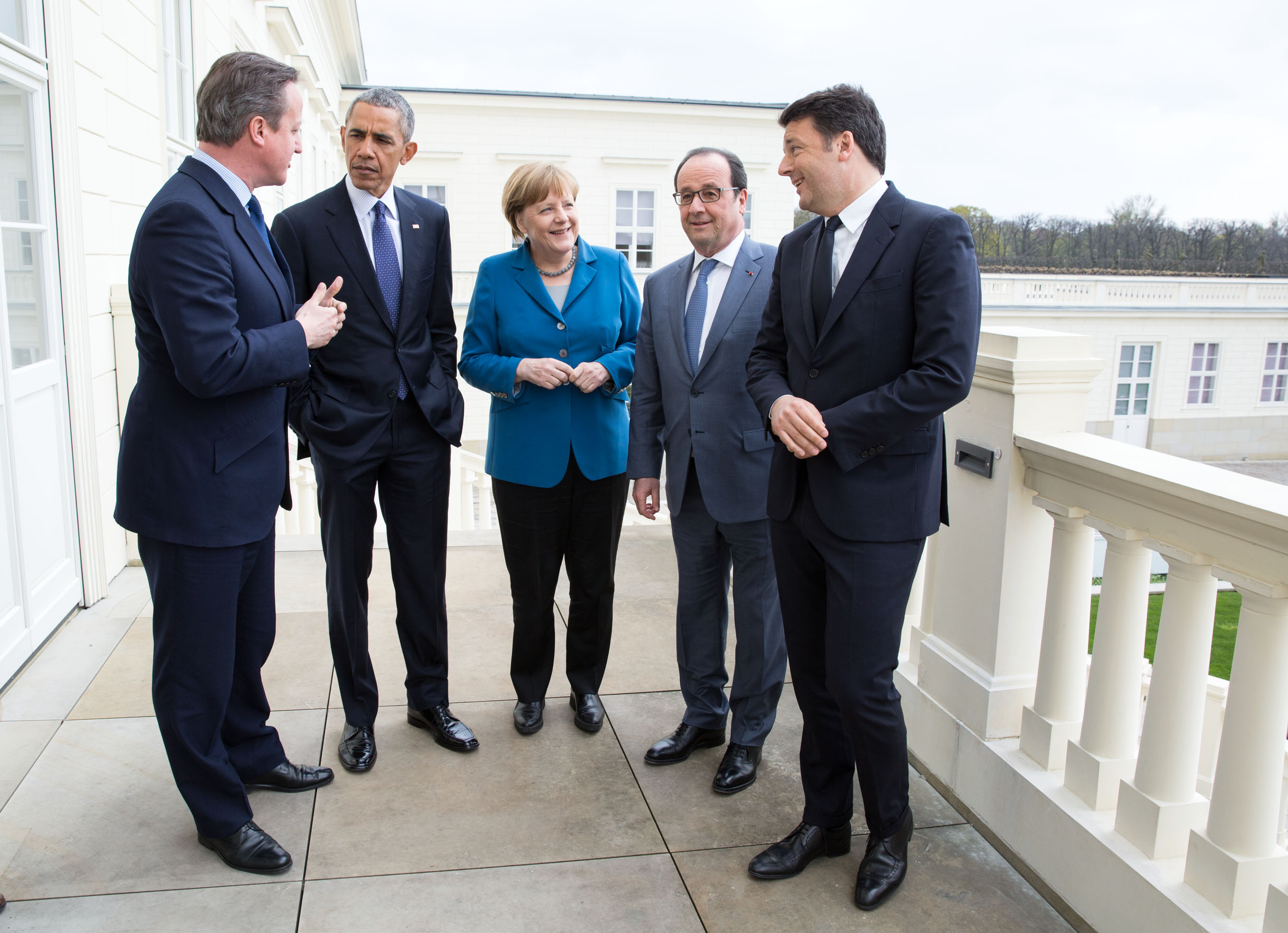
戴维·卡梅伦、贝拉克·奥巴马、安格拉·默克爾、弗朗索瓦·奥朗德、马泰奥·伦齐会面（2016年）

北约五国（英語：The Quint或NATO Quint）是指美国和欧洲四大经济体（法国、德国、意大利和英国）组成的非正式决策集团。它们共同参加了不同机构和组织，包括北大西洋公约组织、经济合作与发展组织、七国集团和二十國集團等。
五国中，美国、法国、英国为"核武器擁有國"，意大利与德国作为北大西洋公约组织成员国共有核武器。

## 历史
法国总统夏爾·戴高樂首先向英国和美国提出成立外交政策的三国核心的构想（参见富歇计划）。然而，该计划从未付诸实施。不过，上述三国外加德国之间的外长会谈在1980年左右被熟知为四方会谈（Quad meetings），但这些会谈多只是象征性的，因而不产生实质性质的决策。如今的北约五国可能起源于联合国成立的处理南斯拉夫问题的多方联络小组，这一小组的成员国包括五国加上俄罗斯。现今，五国领导人每两周参与一次视频会议，在例如歐洲安全與合作組織、北大西洋公约组织、二十国集团、联合国等各组织会议或是其它论坛上会面，在所有主要国际事务中进行共同商讨。除领导人会晤外，五国的会谈也在部长级别和专家级别上进行。
五国连同俄罗斯和中华人民共和国共同参与了全球决策，例如：在叙利亚和平进程和黎巴嫩问题方面，五国有过共同声明和共同会晤。  